# Lino Banfi
Lino Banfi, nombre artístico de Pasquale Zagaria, es un actor italiano, nacido el 9 de julio de 1936.
Se hizo popular por su forma de hablar, con un fuerte acento apuliano (de Apulia), convirtiéndose en uno de los actores italianos más característicos y distintivos de la posguerra.
Lino Banfi, junto a Lando Buzzanca, Renzo Montagnani, Mario Carotenuto, Gianfranco D'Angelo, Aldo Maccione y Alvaro Vitali, representa el grupo de vacas sagradas de la comedia erótica de los '70, que fue criticada por las escenas de desnudos y su lenguaje vulgar, pero que ha sido revalorizada por algunos en los últimos años por considerarla un análisis crítico de los defectos de la sociedad italiana no sólo de aquel período, sino incluso de nuestros días.
Además de comedias eróticas, su filmografía comprende otras películas de éxito, como L'allenatore nel pallone, Fracchia la belva umana, Vieni avanti cretino y Occhio, malocchio, prezzemolo e finocchio.
Está casado con Lucia desde 1962 y tiene dos hijos: Walter y Rosanna, también actriz.

## Biografía

### Los inicios
Nacido en Andria, provincia de Bari, el 9 de julio de 1936, vive su infancia y adolescencia en Canosa di Puglia hasta su mayoría de edad.
Su familia, católica, lo anima a probar la experiencia del seminario, pero él se siente atraído por el mundo del espectáculo y debuta como cantante en las fiestas musicales de su pueblo.
Con dieciocho años, en 1954, período de posguerra y sobre todo de las migraciones internas hacia el triángulo industrial (Milán, Turín y Génova), prueba suerte en el teatro de variedades, emigrando a Milán.
Una vez allí, después de entrar en la compañía de Arturo Vetrani, inicia sus andanzas como cómico, llevando a escena elementos típicos de su país, como dichos, formas de hablar, chistes, etc.
Su primer seudónimo fue Lino Zaga, de la abreviatura de su nombre (Pasqualino) y apellido, pero Totò le aconsejó que cambiara el apellido por el de Banfi, porque los diminutivos del nombre se decía que traían suerte en el mundo del espectáculo, mientras que para los apellidos se creía lo contrario.
Tal como se verá enseguida, afianza el éxito de su comicidad impetuosa e inmediata con su dialecto canosino (de Canosa di Puglia), así como con su forma de hablar, divertida y original.
Seguidamente se traslada a Roma, donde obtiene sus primeros éxitos con un cabaret en el teatro San Carlino, junto a Carletto Sposito y Anna Mazzamauro en 1972.

### La carrera
Su simpatía sorprende incluso a los productores cinematográficos, que lo contratan para varias comedias al lado de Franco Franchi y Ciccio Ingrassia, como por ejemplo L'esorciccio (1975), que, escrita, dirigida e interpretada únicamente por Ciccio Ingrassia con un mínimo budget, está considerada una película de culto para los amantes de aquel tipo de cine.
En aquel mismo año debuta en televisión con la retransmisión de Senza Rete, con Alberto Lupo.
En esa década se convierte en un emblema de la comedia erótica italiana, al lado de otras figuras del género como Mario Carotenuto, Gianfranco D'Angelo, Alvaro Vitali, Renzo Montagnani, Edwige Fenech, Gloria Guida, Jimmy il Fenomeno y Nadia Cassini.
Entre sus mejores interpretaciones se encuentra la que hizo en las películas Vieni avanti cretino (1982) y L'allenatore nel pallone (1984). Otra película de culto de su filmografía es Occhio, malocchio, prezzemolo e finocchio.
Cuando volvió a la RAI (la radiotelevisión italiana) tras un breve paréntesis en el Canal 5 italiano, se le confió la dirección de Domenica in (1987-88), Stasera Lino (1989) y Aspettando Sanremo (1990), programas en los que emergen sus dotes innatas como entretenedor.
Al período televisivo sigue un breve pero intenso paréntesis teatral con su interpretación en la obra Vespro della Beata Vergine (1995) de Antonio Tarantino.
En 1997 interpreta su primer rol dramático protagonista en el telefilm Nuda proprietà vendesi. Poco después, en 1999, logra un gran éxito con Un medico in famiglia, donde interpreta a un abuelo simpático y entrañable. Gracias a este último papel fue nominado en 2001 para embajador de UNICEF. En 2003 recibe el Telegatto por toda su carrera.

## La crítica
En los años '70 y '80 Banfi fue considerado poco más que un actor de carácter, a pesar de su alto nivel y mucha fama. Más adelante, sin embargo, ha sido considerado un auténtico actor o, mejor dicho, artista de la comedia, porque, a todos los efectos y con total unanimidad, ha inventado un género, un personaje, una manera de hacer y una completa situación sociocultural típica de una gran parte de Italia, de manera muy parecida a aquella que hiciera Alberto Sordi en los años '50, pero consiguiendo sobresalir entre aquellos compañeros de oficio que trabajaron con él en aquel género y en aquella época.

## Filmografía

### Cine
- (1960) Urlatori alla sbarra.
- (1964) Sedotti e bidonati.
- (1964) I due evasi di Sing Sing.
- (1965) Due mafiosi contro Goldginger (no acreditado) (Dos mafiosos contra Goldezenger - Misión Goldginger - Operación relámpago).
- (1965) Come inguaiammo l'esercito.
- (1965) 002 Operazione Luna (Dos cosmonautas a la fuerza).
- (1966) I due parà.
- (1966) Adulterio all'italiana (Amistades de mi mujer).
- (1966) Due marines e un generale.
- (1968) A suon di lupara.
- (1968) I due pompieri.
- (1968) I nipoti di Zorro.
- (1968) Zum Zum Zum la canzone - Che mi passa per la testa.
- (1968) I due deputati.
- (1969) Indovina chi viene a merenda?.
- (1969) Lisa dagli occhi blu.
- (1969) Gli infermieri della mutua.
- (1969) Franco e Ciccio sul sentiero di guerra.
- (1969) Don Franco e Don Ciccio nell'anno della contestazione.
- (1969) Zum Zum Zum n 2.
- (1969) Certo, certissimo... anzi probabile.
- (1969) Il prof. dott. Guido Tersilli, primario della clinica Villa Celeste convenzionata con le mutue (Doctor Tersilli, médico de la clínica Villa Celeste, afiliada a la mutua).
- (1970) Quelli belli... siamo noi.
- (1970) Nel giorno del Signore.
- (1970) Mezzanotte d'amore (Medianoche de amor).
- (1970) Io non scappo... fuggo.
- (1970) Ninì Tirabusciò: la donna che inventò la mossa.
- (1970) Amore Formula 2.
- (1971) Mazzabubù... Quante corna stanno quaggiù?.
- (1971) Detenuto in attesa di giudizio (Detenido en espera de juicio).
- (1971) Il clan dei due Borsalini.
- (1971) Scusi, ma lei le paga le tasse?.
- (1971) Io non spezzo... rompo.
- (1971) Il furto è l'anima del commercio!?.
- (1971) Venga a fare il soldato da noi.
- (1971) Riuscirà l'avvocato Franco Benenato a sconfiggere il suo acerrimo nemico il pretore Ciccio De Ingras?.
- (1972) Il terrore con gli occhi storti.
- (1972) Continuavano a chiamarli i due piloti più pazzi del mondo.
- (1972) Causa di divorzio.
- (1972) Boccaccio.
- (1972) Il prode Anselmo e il suo scudiero.
- (1973) Il brigadiere Pasquale Zagaria ama la mamma e la polizia.
- (1973) L'altra faccia del padrino.
- (1974) 4 marmittoni alle grandi manovre.
- (1974) Il trafficone.
- (1973) Peccato veniale (Me gusta mi cuñada, no confundir con Pecado venial, de Alvaro Vitali).
- (1974) Sesso in testa (Doctora en sexo).
- (1975) L'esorciccio.
- (1975) Colpo in canna (La espía se desnuda).
- (1976) Stangata in famiglia.
- (1976) L'affittacamere (Pensión Paraíso).
- (1976) Basta che non si sappia in giro - Episodio "Il superiore" (El regodeo).
- (1977) La compagna di banco (Jaimito, el conserje).
- (1977) Orazi e Curiazi 3-2.
- (1977) Kakkientruppen (¡Contrólese, soldado!).
- (1978) L'insegnante balla... con tutta la classe (La profesora baila con toda la clase).
- (1978) L'insegnante va in collegio (La profesora y el último de la clase).
- (1978) La liceale nella classe dei ripetenti (La estudiante en la clase de los suspensos).
- (1978) La soldatessa alle grandi manovre (Las maniobras de la doctora con los soldados).
- (1979) L'insegnante al mare con tutta la classe (La profesora va al mar con toda la clase).
- (1979) L'infermiera di notte (Enfermera para todo).
- (1979) Sabato, domenica e venerdì - Episodio "Sabato" (Sábado, domingo y viernes).
- (1979) La liceale, il diavolo e l'acquasanta (Cama para tres plazas).
- (1979) Tutti a squola.
- (1979) La liceale seduce i professori (La colegiala seduce a los profesores).
- (1979) La poliziotta della squadra del buon costume (Policías con faldas).
- (1979) L'insegnante viene a casa (La profesora enseña en casa).
- (1979) L'infermiera nella corsia dei militari (Jaimito y la enfermera arman la guerra en el hospital).
- (1980) La ripetente fa l'occhietto al preside (La estudiante, el rector y Jaimito el playboy).
- (1980) La moglie in vacanza... l'amante in città (La mujer de vacaciones, la amante en la ciudad).
- (1980) La moglie in bianco... l'amante al pepe (La enfermera, el marica y el cachondo de Don Pepino ).
- (1980) Zucchero, miele e peperoncino (Azúcar y miel).
- (1980) La dottoressa ci sta col colonnello (La doctora seduce al coronel).
- (1981) Spaghetti a mezzanotte (Cuernos con salsa picante).
- (1981) L'onorevole con l'amante sotto il letto (La profesora de Educación Sexual).
- (1981) Cornetti alla crema (La amante bajo la cama).
- (1981) Fracchia la belva umana.
- (1982) Vieni avanti cretino.
- (1982) Dio li fa e poi li accoppia.
- (1982) Pappa e ciccia.
- (1982) Vai avanti tu che mi vien da ridere.
- (1982) Ricchi, ricchissimi, praticamente in mutande.
- (1983) Al bar dello sport.
- (1983) Occhio, malocchio, prezzemolo e finocchio.
- (1984) L'allenatore nel pallone - Actor principal y guionista.
- (1985) I pompieri.
- (1986) Grandi magazzini.
- (1986) Scuola di ladri (Escuela de ladrones).
- (1987) Roba da ricchi.
- (1987) Il commissario Lo Gatto.
- (1987) Missione eroica - I pompieri 2.
- (1987) Bellifreschi.
- (1988) Com'è dura l'avventura.
- (2008) L'allenatore nel pallone 2 - Actor principal y guionista.
- (2008) Un'estate al mare.
- (2009) Maria, ihm schmeckt's nicht.
- (2012) Buona Giornata.
- (2016)  Un italiano en Noruega (Quo vado?)

### Televisión
- (1964) Il giornalino di Gian Burrasca.
- (1969) Il triangolo rosso, en el episodio "La chiave" (La llave).
- (1977) Arrivano i mostri.
- (1977) Il Superspia.
- (1982) Se Parigi....
- (1989) Il vigile urbano.
- (1990) Aspettando Sanremo.
- (1991) Un inviato molto speciale.
- (1997) Nuda proprietà vendesi.
- (1998-2013) Un medico in famiglia.
- (2000) Vola Sciusciù.
- (2000) Piovuto dal cielo.
- (2001) Angelo il custode.
- (2002) Un difetto di famiglia.
- (2002) Il destino ha 4 zampe.
- (2003) Un posto tranquillo.
- (2004) Raccontami una storia.
- (2005) Il mio amico Babbo Natale.
- (2006) Il padre delle spose.
- (2006) Il mio amico Babbo Natale 2.
- (2009) Scusate il disturbo.
- (2010) Tutti i padri di Maria
- (2011) Il commissario Zagaria

## Premios y reconocimientos
Gran Cruz de la Orden al Mérito de la República Italiana ( Italia, 2 de junio de 1994).
 Caballero de Gran Cruz de la Orden al Mérito de la República Italiana ( Italia, 27 de diciembre de 1998).